# Бауска
Ба́уска (латыш. Bauskaо файле, до 1920 года — рус. Ба́уск, нем. Marienland или Bauske) — город в Латвии, административный центр Бауского края в 67 км к югу от Риги, у слияния рек Му́сы и Ме́меле, образующих реку Лиелупе. Ближайшая железнодорожная станция — Иецава (в 26 км).
В истории города оставили свой след Ливонская война (1558—1583), Тридцатилетняя война (1618—1648), Северная война (1700—1721), чума 1711 года, Отечественная война 1812 года, Первая и Вторая мировые войны.

## Топоним
Народности, проживающие в районе города, называли его по-разному: немцы — Бауске или Баускен (нем. Bauske, Bausken), евреи — Боиск или Бойск, поляки — Бовск (пол. Bowsk), русские — Бауск. Существует много разных версий происхождения названия города: Юлиус Деринг искал происхождение названия Бауске в немецком языке и связал его как с нем. bauchen («вздуваться, набухать»), так и с нем. Bausch («изгиб, холм, плато»). Ян Эндзелин искал происхождение топонима в древнем славяно-балтском языке и объяснял, что слово bauska в древности использовалось для обозначения плохого луга или старого, разрушенного дома. Он предположил, что название города может произойти и от слова bauze, обозначавшего бесплодный конец холма. Оба исследователя сходились во мнении, что первоначально это название относилось только к Баускому замку, но лишь позднее оно стало применяться и к городскому поселению при нём.

## История

### Ливония
До XIII века окрестности Бауска находились на Упмальской земле, позднее в составе Ливонской конфедерации. Бауск был основан как за́мок у слияния рек Мемеле и Мусы в 1456 году ландмейстером Тевтонского ордена в Ливонии Иоганном Менгденом (также назывался Буше, Бушенборг и Баушкенбург). Рядом с замком возникла слободка Вайрогмиест. Бауск получил городские права в 1511 году.

### Курляндия и Семигалия
С 1561 года Бауский замок был одной из резиденций Готхарда Кетлера, герцога Курляндии и Семигалии и вассала Литвы и Польши. К евреям и другим иностранцам в немецком по этносу городе относились недоброжелательно, считая конкурентами и не пуская в город. После окончания Ливонской войны в 1584 году герцог Готхард Кетлер приказал перенести поселение ремесленников из замка на место Вайрогмиеста — нынешнего старого города Бауски.
Полные права города Бауск получил в 1609 году, и герцог Фридрих Кетлер подарил городу Бауску печать с изображением льва.

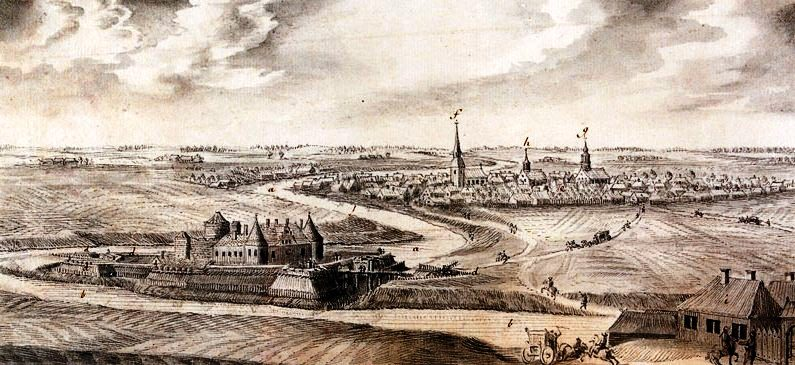
Панорама Бауска и герцогского замка около 1706 г.

В 1625 году замок был кратковременно взят шведами, отступившими за Даугаву. Во время восстания Хмельницкого 1648—1657 гг. в Польше курляндцы полностью изгнали евреев из герцогства, воспользовавшись этим поводом.
Во время Северной войны в 1705 году замок был кратковременно взят русскими войсками. В 1706 году укрепления замка были разрушены отступавшими русскими войсками, и с тех пор он необитаем. Сохранились развалины замка, в последние годы их отреставрировали латышские власти. После окончания Северной войны около половины населения Бауска погибло во время эпидемии Великой чумы 1711 года.

### Российская империя
По протесту горожан герцоги неоднократно приказывали евреям покинуть Куронию; но знать, которой они принесли пользу, защищала их до тех пор, пока герцог Фердинанд не издал указ 1714 года, в котором евреям было приказано покинуть страну в течение 6 недель под страхом самых суровых наказаний. Этот указ, очевидно, не был приведен в исполнение, поскольку в 1760 г. герцог Карл повторил его в той же форме. Вскоре после этого магистрат, несмотря на указ герцога, разрешил евреям, а также иезуитам проживать в Куронии при условии выплаты 400 альберт-талеров ежегодно.
С конца XVIII века до конца августа 1941 года еврейская община Бауска составляла значительную часть населения и повлияла на рост и жизнь этого города. Хотя евреи и до Третьего раздела Польши жили в небольшом количестве в Курляндии и Семигалии, официально лишь русским законом 1799 года переселенцам из Литвы и Польши было разрешено селиться первоначально в том числе на северном берегу Мемеле напротив Бауска. Здесь была построена синагога и организовано еврейское кладбище, не сохранившееся до наших дней, но отмеченное памятником.
Поскольку евреи Бауска изначально были выходцами из Литвы, а не из Куронии, они в значительной степени сохранили свой ортодоксальный характер с упором на тщательное изучение Торы. Отношения между евреями Куронии и Литвы были не очень тёплыми, о чём свидетельствует тот факт, что в Бауске действовало два отдельных еврейских кредитных общества. Однако в целом в городе преобладали потомки литовских ортодоксальных евреев.
В 1820 году евреям было разрешено переселиться за реку — внутрь города Бауска, где они с тех пор на протяжении многих лет составляли большинство населения города, способствовали экономическому развитию города и до вхождения Латвии с состав СССР в 1941 году контролировали значительную часть экономики, а также торговали сельскохозяйственными и промышленными товарами.
В 1840 году 82 бауские еврейские семьи (692 человека) переселились в Херсонскую губернию для занятий земледелием, что было разрешено законом, принятым в 1835 году. Всего за это время Куронию покинули 344 еврейские семьи (2551 человек). В 1844 году возле Рыночной площади города Бауска, впоследствии разрушенной во Вторую мировую войну, была построена вторая синагога. В 1848 году в городе вспыхнула эпидемия холеры, немного снизив численность населения.
В 1855 году в Бауске насчитывалось 6532 жителя, в том числе около 2226 евреев. В то время в городе находились православная часовня, лютеранская церковь, 2 синагоги. Также имелись кожевенный, кирпичный и 2 винокуренных (пивоваренных) завода. Ежегодная ярмарка проводилась с 12 по 17 октября.
В конце XIX века бауские раввины Мартхе Элиасберг и Авраам-Исаак Кок были одними из главных создателей новой теории возрождения «Земли Израиля», приведшей к возникновению мирового сионизма.
В 1915 году по мере приближения германской армии было приказано эвакуировать евреев из Курляндской губернии. Не все соблюли этот декрет, но количество евреев в Бауске значительно уменьшилось. Курляндских евреев отправили жить в Ярославскую, Могилёвскую, Черниговскую, Полтавскую и Таврическую губернии.

### СССР
Во время Второй мировой войны, летом 1944 года, Бауска около полутора месяцев находилась в прифронтовой зоне, проходящей по рекам Мемеле-Муса-Лиелупе, поэтому около трети построек города были разрушены в боях.
В советское и постсоветское время (до 1 июля 2009 года) город являлся административным центром Бауского района.

## Экономика, промышленность
- Компания по производству продуктов питания «Kronis»[7];
- Пивоваренный завод «Bauskas alus»[8].

## Достопримечательности
- Бауский замок XV—XVI веков

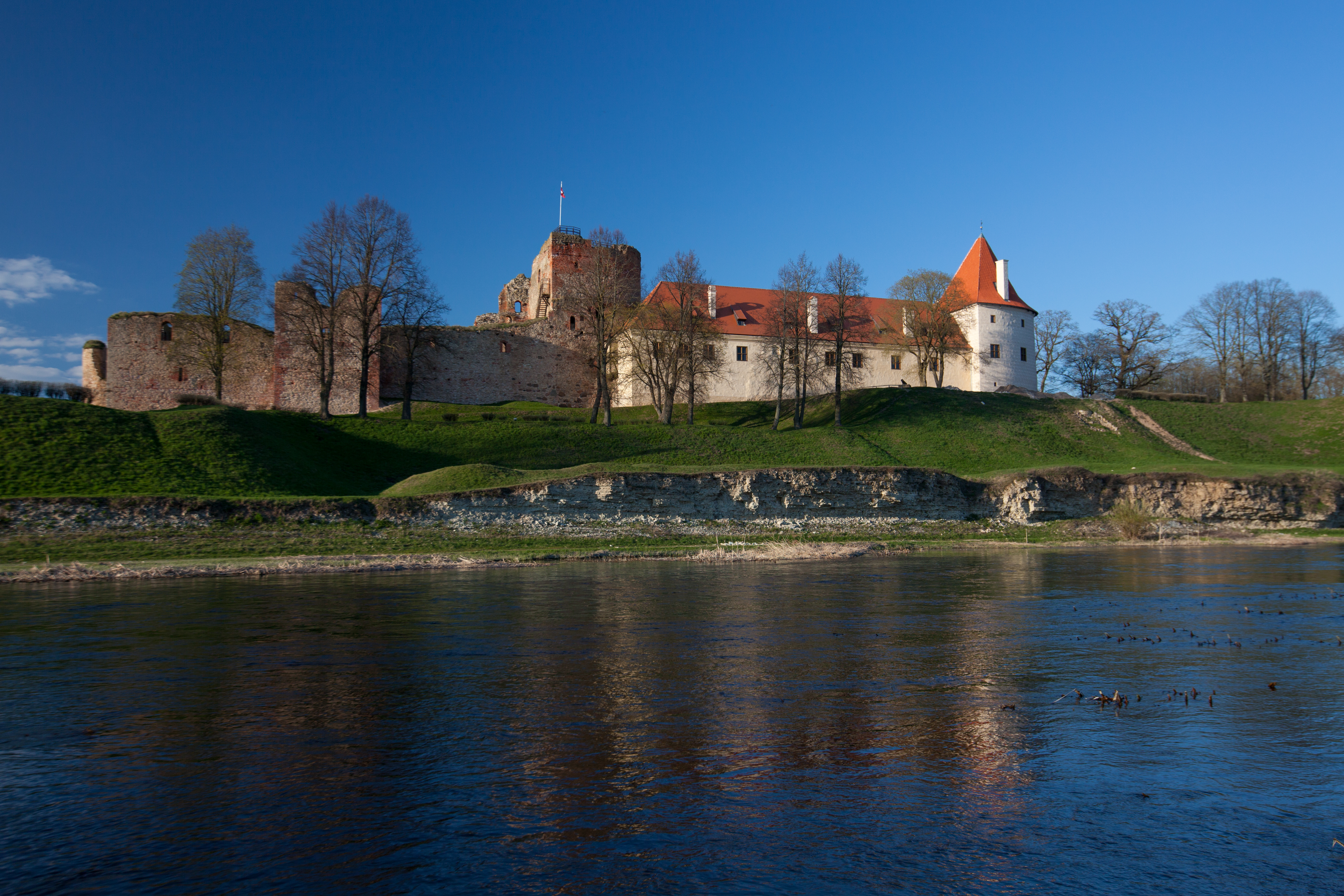
Бауский замок

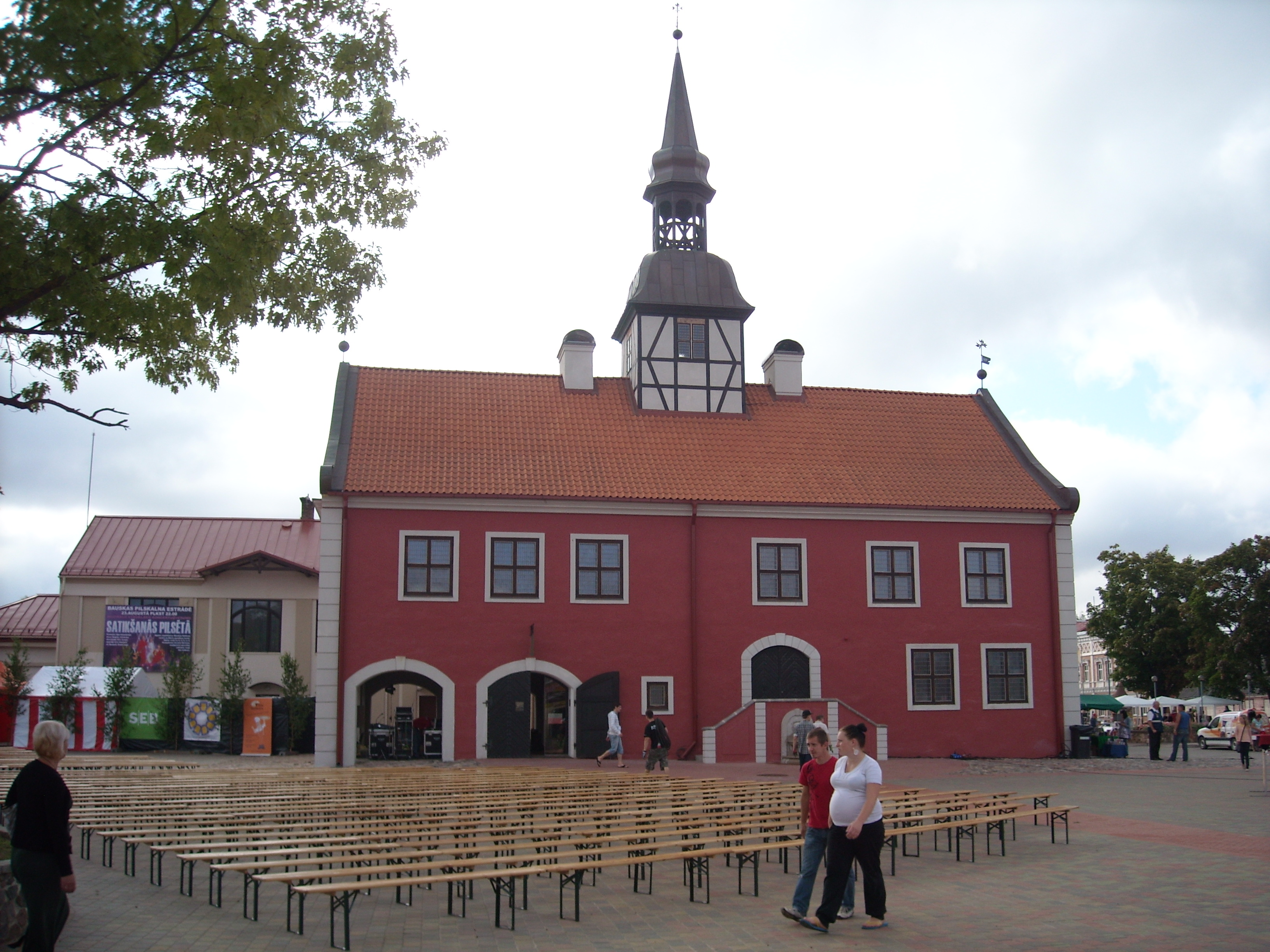
Старая ратуша

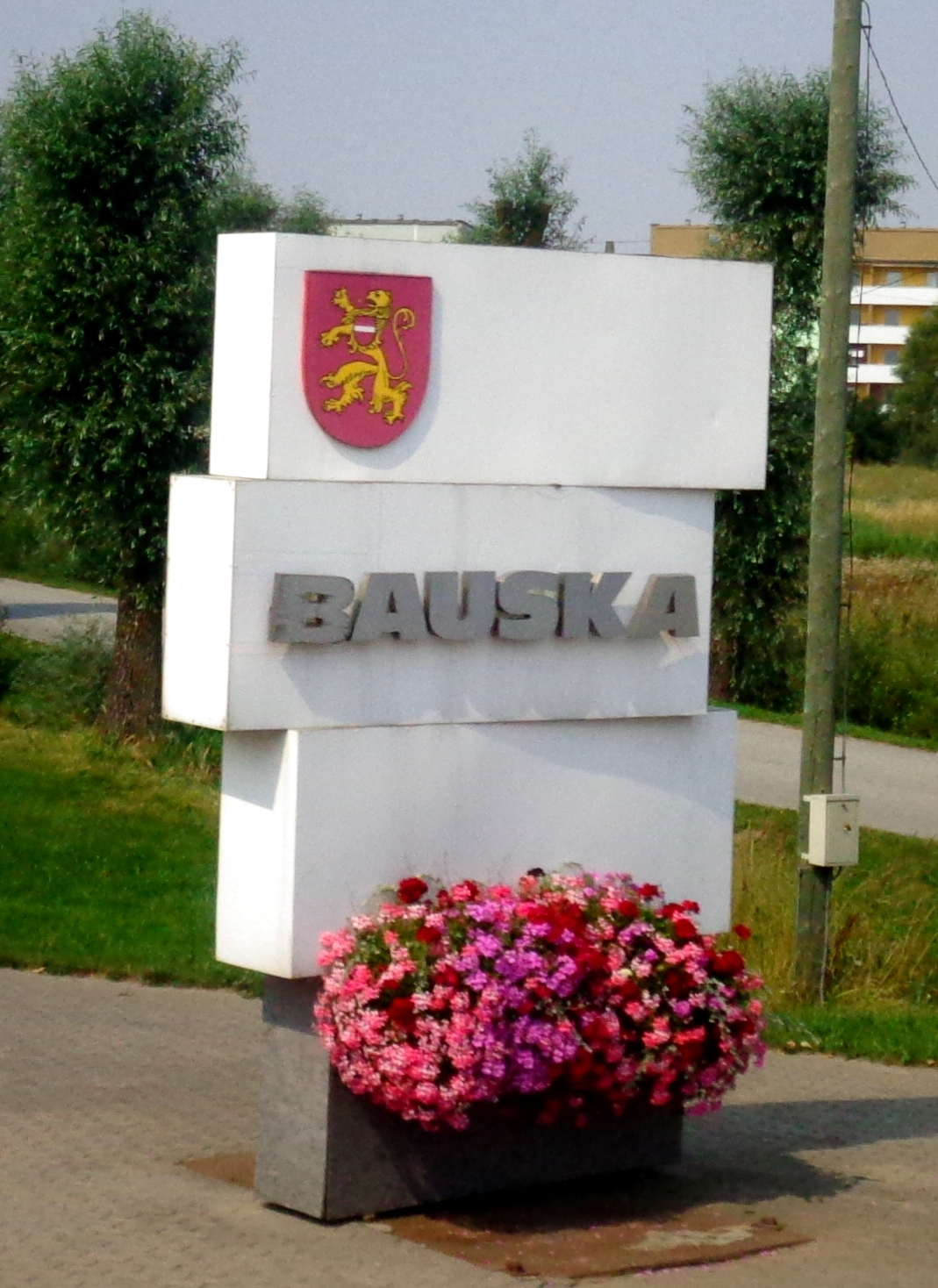
Знак на въезде в Бауску

- Бауский музей краеведения и искусства
- Мемориальный дом-музей поэта Вилиса Плудониса «Лейниеки»
- Выставка машинного музея
- Крестьянское подворье и музей сельскохозяйственных машин

Недалеко от Бауски находится Рундальский дворец герцога Бирона, построенный в 1736—1740 годах по проекту архитектора Растрелли.

## Культура
- Бауский центр культуры[9]

## Религия
- Бауская православная церковь[латыш.]
- Бауская католическая церковь[латыш.]
- Бауская лютеранская церковь[латыш.]

## Города-побратимы
- Рыпин, Польша.
- Хедемура, Швеция.
- Коломна, Россия

## Известные уроженцы
- Бёттхер, Артур (1831—1889) — анатом и патолог Российской империи.
- Степерманис, Маргерс (1898—1968) — латвийский советский историк, педагог, доктор исторических наук (1960), профессор Латвийского университета.

## Топографические карты
- Лист карты O-35-XXXI Биржай. Масштаб: 1 : 200 000. Состояние местности на 1982 год. Издание 1984 г.